# Go Graal Blues Band 1979~1983
Go Graal Blues Band 1979~1983 é um álbum do grupo Go Graal Blues Band, com uma compilação editada em 1983.

## Músicas
- The Last One - 03:12 (G.G.B.B.), 1979
- Outside - 02:42 (G.G.B.B.), 1980
- Ghetto Drunk - 06:57 (P. Gonzo/J. Allain), 1982
- Love Fashion - 04:45 (P. Gonzo/J. Allain), 1983
- ...For Ma Babe (Gonzo Pleasure) - 02:26 (G.G.B.B.), 1979
- Leonor's - 04:06 (G.G.B.B.), 1979
- Lonely - 04:27 (P. Gonzo/J. Allain), 1982
- White Traffic - 06:13 (P. Gonzo/J. Allain), 1982
- Baby Star - 03:48 (P. Gonzo/J. Allain), 1983

## Referencias
- Biografia
- Um dos muitos blogs sobre a banda
- Site oficial do cantor Paulo Gonzo
- Go Graal Blues Band 1979~1983 (LP, Colectânea, Vadeca,1983)

[[Categoria:Álbuns de 1983]